# Apelul din 18 iunie

Generalul de Gaulle vorbind la BBC, la 18 iunie 1940

Apelul din 18 iunie a fost un discurs faimos al generalului Charles de Gaulle, conducătorul Forțelor Franceze Libere, din 1940. Se consideră că Apelul a pus bazele organizării Rezistenței Franceze împotriva ocupației Germaniei naziste în timpul celui de-al Doilea Război Mondial
De Gaulle s-a adresat poporului francez din Londra, după înfrângerea Franței. El a declarat că războiul nu s-a terminat pentru Franța și, în consecință, cerea organizarea luptei de rezistență. Acest discurs este considerat ca fiind unul dintre cele mai importante din istoria Franței. 
În ciuda reputației de declanșator al Rezistenței și al punerii pietrei de temelie a Franței Libere, istoricii au demonstrat că doar un număr mic de francezi au ascultat discursul. Discursul lui de Gaulle din 22 iunie 1940, ținut - de asemenea - la BBC, a fost ascultat de mult mai mulți oameni.